# George Baird Hodge

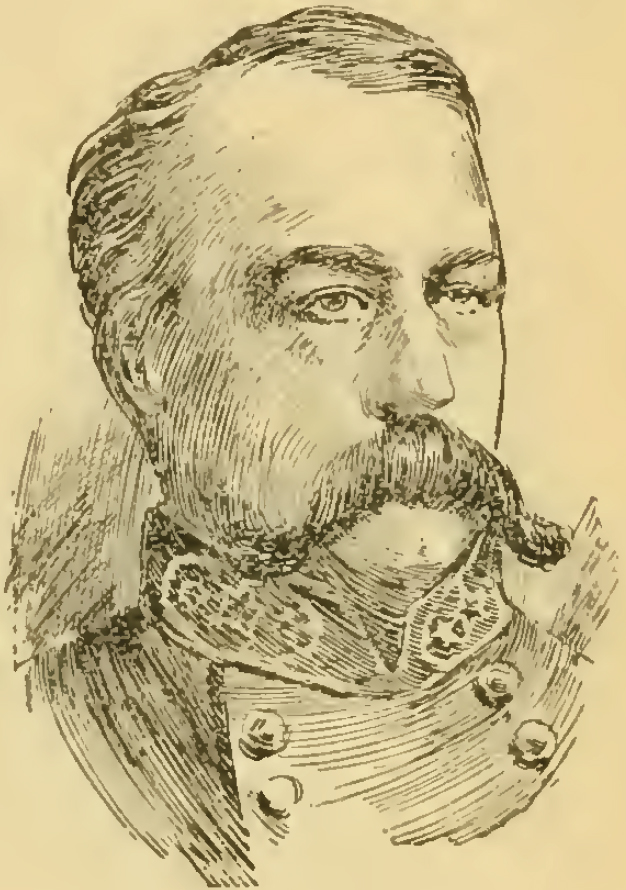
George Baird Hodge

George Baird Hodge (* 8. April 1828 in Fleming County, Kentucky; † 1. August 1892 in Longwood, Orange County, Florida) war ein amerikanischer Politiker im 19. Jahrhundert. Ferner war er der Schwiegersohn von John Wooleston Tibbatts.
Hodge kandidierte 1853 erfolglos für einen Sitz im US-Repräsentantenhaus, wurde jedoch 1859 Mitglied der State Legislature von Kentucky. Nach der Sezession seines Heimatstaates vertrat er diesen zuerst im Provisorischen und später im 1. Konföderiertenkongress. Während des Sezessionskriegs diente er als General im konföderierten Heer. 1873 wurde er in den Senat von Kentucky gewählt, dem er bis 1877 angehörte.
George Baird Hodge starb in Longwood, wurde zuerst in Seminole County, Florida beigesetzt, aber dann 1903 auf den Evergreen Cemetery in Southgate, Kentucky überführt.